# Palaquium maingayi
Palaquium maingayi là một loài thực vật thuộc họ Sapotaceae. Loài này có ở Malaysia và Thái Lan.